# 夏焼雅
夏焼 雅（なつやき みやび、1992年〈平成4年〉8月25日 - ）は、日本の歌手、タレント、女優。ハロー!プロジェクト・キッズを経て、Berryz工房の副キャプテン、Buono!のサブリーダー、PINK CRES.のリーダーを務め、現在はソロで活動中。イメージカラーはBerryz工房ではパープル、Buono!ではレッド。
千葉県出生、埼玉県出身。血液型O型。身長160cm。アップフロントクリエイト所属。

## 略歴
- 2002年6月30日、ハロー!プロジェクト・キッズ オーディションに合格し、ハロー!プロジェクト・キッズの一員となる。
- 2003年9月12日、ハロー!プロジェクトの新ユニット、あぁ!メンバーに選出[5][6]。
- 2004年3月3日、Berryz工房としてメジャーデビュー。
- 2007年7月21日、Buono!メンバーに選出。
- 2013年4月30日に、清水佐紀から指名を受けBerryz工房サブキャプテンに就任した[7][8][9]。
- 2015年3月3日、Berryz工房の無期限活動停止とともに、ハロープロジェクトを卒業。
- Berryz工房の無期限活動停止後は将来的には歌手活動の意向があるとしていたが[10]、2015年7月1日に「夏焼雅新グループオーディション」の実施が正式に明らかにされ、同オーディション合格者との新ユニットにて活動する方向であることが明らかになった。合格者は、2016年4月1日に2名である事が発表され、3人組ユニットとなることが決まった（ユニット名は同日時点では未定）。新ユニットとしてのパフォーマンスの御披露目は、2016年8月6日に夏焼の誕生日に先行して行われた、夏焼のバースデーイベント内で行われた。2016年8月25日ユニット名PINK CRES.が発表された[11]。
- 2021年3月19日、PINK CRES.が6月30日をもって解散することを発表した[12]。6月30日、無観客公演『PINK CRES. LAST LIVE 〜LOVE YOU ♡ PINK CLASS. 〜』をもってPINK CRES.としての活動を終了し、ソロを中心とした活動に移行。

## 人物
- Berryz工房ではオシャレ番長と呼ばれ、ソロ活動ではファッション関係の仕事も行っている。
  - カントリー・ガールズ デビューシングル衣装のコーディネート[13][14]
  - ファッションブランド Pimmyプロデュース（2019年3月 - 2020年8月）[15]
  - Vivi girlとしての活動[16]
  - rosy kellyプロデュース（ハンドメイド品等販売 、2021年8月 - ）[17]
- 女優・タレント（元AKB48・元NMB48）の藤江れいなは従妹にあたる[18]。
- Berryz工房で活動していた際に、音楽情報サイトBARKSでの記事で、夏焼が贔屓されていると嗣永からクレームがつけられる事がネタとなっていた[19][20]。

## 出演

### テレビ番組
- ミュージックステーション（テレビ朝日系） - 藤本美貴「ブギートレイン'03」のバックダンサー
- 第54回NHK紅白歌合戦（2003年12月31日、NHK） - 松浦亜弥「ね〜え?」のバックダンサー
- 美少女日記III『リトルホスピタル』（2003年1月6日 - 3月28日、テレビ東京） - 夏木雅美 役
- 娘DOKYU! ふれあい体験&クッキー・アイスクリーム作り（2005年5月26日 - 27日・6月15日 - 17日、テレビ東京）

### ラジオ番組
- 痛快!ベリーズ王国（2009年7月3日 - 2012年3月30日、スターデジオ）
- 爆夜〜BAKUNAI（2013年4月3日 - 2015年2月25日、ラジオ日本）
- 今日は一日“ハロプロ”三昧（2019年8月16日、NHK FM） - ゲスト

### ネット配信
- GREEN ROOM（2015年4月30日 - 2016年1月21日、YouTube）[21] - 徳永千奈美と共にレギュラーMC
- Girls Night Out（2016年1月28日 - 2017年3月30日、YouTube）[21] - レギュラーMC

### 映画
- 仔犬ダンの物語（2002年12月14日、東映） - 中田亜依 役
- Promise Land〜クローバーズの大冒険〜（2004年7月17日 - 9月5日、フジテレビお台場冒険王2004にて） - 近藤麗香 役
- ゴメンナサイ（2011年10月29日、Thanks Lab.）[22] - 主演・黒羽比那子 役[23]
- 王様ゲーム（2011年12月17日、BS-TBS） - 宮崎絵美 役[24]

### 舞台
- 大人の麦茶 第十九杯目公演 「B・B〜bumpy buddy〜」（2012年5月9日 - 15日、新宿・紀伊國屋サザンシアター） - 坊屋玲 役

### ライブ
- Hello! Project COUNTDOWN PARTY 2015 〜GOOD BYE & HELLO!〜（2015年12月31日、中野サンプラザ） - MC（Buono!としても出演）
- Hello! Project 20th Anniversary!! Hello! Project 2018 SUMMER 〜ALL FOR ONE〜/〜ONE FOR ALL〜（2018年8月4日、中野サンプラザ、夜公演 / 11日、仙台サンプラザホール / 2会場2公演） - ゲスト出演[25]
- Hello! Project 20th Anniversary!! Hello! Project 2019 WINTER 〜YOU & I〜/〜NEW AGE〜（2019年1月2日・5日、中野サンプラザ、計3公演 / 20日、オリックス劇場、昼夜2公演 / 2月9日、仙台サンプラザホール / 3会場6公演） - ゲスト出演[26]
- M-line Special 2021〜Make a Wish!〜（2021年8月15日 - 12月25日、6都市20公演）
- Hello! Project Year-End Party 2021 〜GOOD BYE & HELLO ! 〜（2021年12月30日・31日、中野サンプラザ）[27] - 各々1部ゲスト出演
- M-line Special 2022 ～My Wish～（2022年2月13日 - 11月23日、11都市34公演）
- M-line Special 2023 ～Magical Wish～（2023年2月26日 - 12月24日、13都市27公演）
- Hello! Project 25th ANNIVERSARY CONCERT「ALL FOR ONE & ONE FOR ALL!」ACT II（2023年9月10日、国立代々木競技場 第一体育館）[28]
- M-line Special 2024 ～Many well wishes～（2024年2月4日 - 5月26日、8都市16公演） - ゲスト出演

### イベント
- 備前焼フェア(春)～春の備前焼まつり～（2024年4月28日、備前市立伊部小学校体育館）
- 鈴木啓太バースデーイベント2024 ～集え!あざと士～（2024年5月17日、スクエア荏原） - ゲスト

### CM
- ピザーラ
  - VIVA　Paella
  - 北海道ポテトのグラタンピザ
  - フランス産カマンベールチーズと厳選4種ハムのピザ「カマンダンス篇」（夏焼雅ver.）（2009年)
  - 北海道熟成ゴーダのミートミックス「ギターダンス編」(2012年）
- セカンドストリート「セカする篇」（2020年9月）[29]

## 書籍

### 写真集
- MIYABI〜夏焼雅ファーストソロ写真集（2007年5月31日、キッズネット） [30]
- GLOW（2013年11月15日、ワニブックス） [31]

## 参加ユニット
- Berryz工房（2004年 - 2015年）
- 通常ユニット
  - あぁ!（2003年 - 2011年）
  - Buono!（2007年 - 2017年）
- スペシャルユニット
  - Ex-ceed!（2010年）
- シャッフルユニット
  - H.P.オールスターズ（2004年）
  - セクシーオトナジャン（2005年）
  - ハロー!プロジェクト モベキマス（2011年）
- 企画ユニット
  - DIY♡（2012年）
  - メロウクアッド（2013年）
- PINK CRES.（2016年 - 2021年）
- 高橋愛・田中れいな・夏焼雅（2021年 - ）

その他
- Gatas Brilhantes H.P.
- リトルガッタス